# Roland Bombardella
Roland Bombardella (ur. 9 lipca 1957 w Dudelange) – luksemburski lekkoatleta włoskiego pochodzenia.
W 1976 wystąpił na igrzyskach olimpijskich, na których wystartował w biegu na 100 i 200 m. W pierwszej konkurencji odpadł w eliminacjach, zajmując 5. miejsce w swoim biegu z czasem 10,76 s, natomiast w drugiej odpadł w półfinale, plasując się na 6. pozycji w swoim biegu z czasem 21,16 s.
Mistrz kraju na 100 i 200 m z lat 1975, 1976 i 1978.
W latach 1975–1978 wybierany najlepszym sportowcem w Luksemburgu. Karierę zakończył z powodów zdrowotnych.
1 stycznia 2006 został wysokim komisarzem ds. obrony narodowej, którym był do lipca 2012, kiedy zastąpił go Frank Reimen. Po ustąpieniu z tej funkcji wyjechał do USA i zamieszkał w Austin.
Żonaty z Amerykanką Valerie, ma synów Marca i Sashę.
Rekordy życiowe:
- 100 m – 10,41 s (Meksyk, 8 września 1978), rekord Luksemburga[10]
- 200 m – 20,77 s (Stuttgart, 22 sierpnia 1977), rekord Luksemburga[10]